# Pxndx
Pxndx (pronunciado como Panda) fue una banda de rock mexicana formada en Monterrey, Nuevo León en 1996. Nació como parte del movimiento musical conocido como Avanzada Regia. La última formación estuvo conformada por el cantante José Madero, el baterista Jorge Vásquez, el guitarrista principal/corista Arturo Arredondo y el bajista Ricardo Treviño.
La banda fue fundada en un inicio por Madero, Jorge Garza, Ricardo Treviño y David Castillo, a quien Vásquez reemplazó en 1997. La banda comenzó a producir varias maquetas musicales y más tarde consiguió un contrato con el sello independiente Movic Records. La banda terminó recibiendo atención local en el año 2000 con sus dos primeros álbumes de estudio Arroz con leche (2000) y La revancha del príncipe charro (2002). 
En 2003, fueron el acto de apertura de la banda de rock estadounidense Blink-182 durante su breve gira por México. Esto impulsó al grupo, —que en ese momento realizaban trabajos ocasionales—, a abandonar sus estudios y centrarse en su carrera musical. El lanzamiento de Para ti con desprecio (2005) se tradujo en un éxito pues alcanzaron el estatus de disco de oro y platino, con ventas superiores a 200 000 copias vendidas. No obstante, la banda se convertiría en el blanco de una reacción masiva por los informes de plagio que habían causado malas críticas y daño a su reputación e imagen en los años siguientes.
Garza se retiró del grupo mientras se grababa Para ti con desprecio y lo reemplazó Arturo Arredondo, guitarrista del grupo Súper Azfalto. Su cuarto material discográfico, Amantes sunt amentes (2006), se convirtió en el disco más vendido de la banda con más de 250 000 álbumes vendidos, además de obtener discos de oro y doble platino, y alcanzar el éxito internacional con Poetics (2009), Bonanza (2012) y Sangre fría (2013).
Después de casi 20 años de trayectoria, el 10 de diciembre de 2015 informaron a través de una conferencia de prensa que la banda entraría en un descanso indefinido luego de ofrecer una gira de despedida llamada Hasta el final, la cual culminó con su último concierto el 28 de febrero de 2016, en la Arena Ciudad de México. Ese mismo año, se anunció que sus miembros tomarían caminos separados, considerando un breve descanso de las grabaciones y/o giras, entrando en un estado de pausa temporal desde entonces. Algunas fuentes determinaron que el grupo finalmente se había separado, pero Treviño respondió diciendo «La gente se cansa de lo mismo; se anuncia un nuevo álbum con 4 sencillos para promocionarlo, y luego salir de gira y luego otro álbum. Además, este descanso sirve a los fanáticos que nos extrañan en el escenario». José Madero siguió una carrera en solitario, mientras que los tres miembros restantes formaron una nueva banda bajo el nombre de Desierto Drive en 2018.

## Historia

### 1996-2004: Inicios,Arroz con lecheyLRDPC

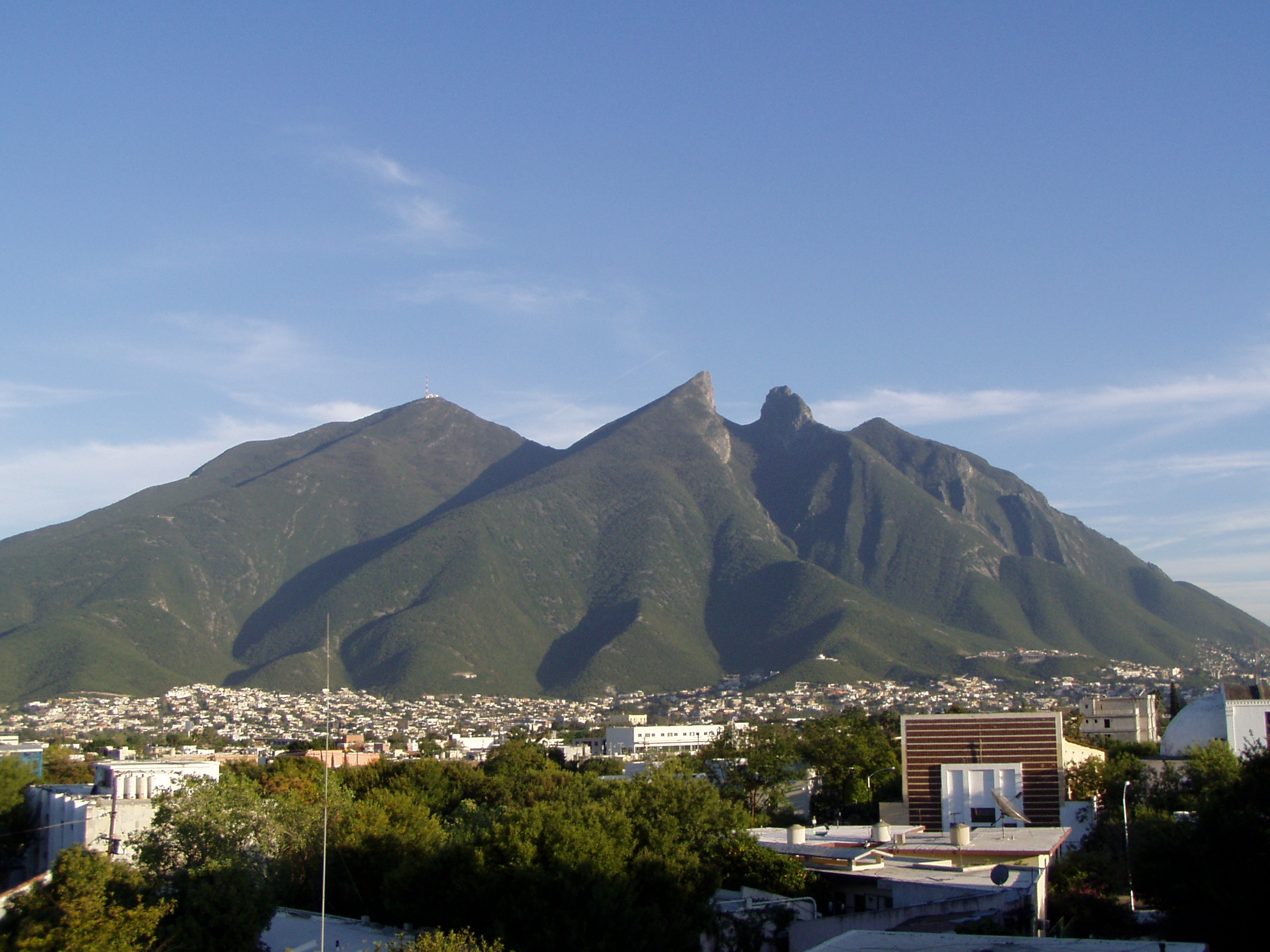
Monterrey, Nuevo León, ciudad donde se originó el grupo.

Se formó en 1996, aunque no se consolidó hasta 1997, en Monterrey, Nuevo León, México. Su primera alineación estuvo compuesta por José Madero (voz y guitarra rítmica), Jorge Garza, más conocido como «Ongi» (guitarra líder y voz secundaria), Ricardo Treviño (bajo) y David Castillo (batería). Luego de ensayos y presentaciones, Castillo abandona la banda siendo reemplazado por el entonces baterista de una banda local llamada Super Azfalto, Jorge Vázquez conocido como Kross. Ya con esta formación graban un demo (Demo 1997) con el cual concursaron para abrirle un concierto a la banda Jaguares organizado por Juan Ramón Palacios, principal promotor Regio en México, y teniendo como jueces a los integrantes de la banda Zurdok. Gracias a este demo, obtuvieron un contrato con una disquera independiente llamada Movic Records.
En 2000 salió a la venta su primer álbum titulado Arroz con leche, que pasó totalmente desapercibido para los medios de comunicación y público en general (que como dato curioso el proyecto llamado Magnolia y Los No Me Olvides fue llevado a cabo poco después de que salió este álbum como experimento de Ricky con Pepe). No fue sino hasta 2002 con su segundo álbum titulado La revancha del príncipe charro, que se comenzaron a hacer medianamente conocidos, en parte gracias al sencillo «Maracas» el cual es un cover del compositor mexicano Joan Sebastian. Gracias al moderado éxito de su segundo disco, la disquera decide hacer una reedición de Arroz con leche, esta vez incluyendo un VCD con todos los vídeos musicales del álbum y un nuevo arte.
A lo largo de las giras y en algunas presentaciones, a Jorge Garza «Ongi» se le imposibilitaba estar presente por motivos personales, con lo cual un joven guitarrista, amigo y conocido de Jorge Vázquez «Kross», entró en su lugar para suplir el rol de guitarra líder momentáneamente mientras «Ongi» se encontraba ausente. El nombre de este guitarrista es Arturo Arredondo. Después de varias giras de presentación de su segundo álbum por México y Estados Unidos, la banda toma un descanso para componer su tercer disco. Fue entonces cuando «Ongi», decide dejar el grupo definitivamente. Es así como Arturo Arredondo se convierte en miembro permanente del mismo.

### 2005-2006:Para ti con desprecio
La banda tuvo un breve descanso en el que cada quien tuvo un rumbo diferente pero se reunió otra vez en 2004 para servir de teloneros para blink-182 y por iniciativa de Pepe se empezó a trabajar en su tercer proyecto En 2005 la banda lanzó su tercer álbum Para ti con desprecio, en el cual, principalmente por iniciativa del vocalista José Madero, el grupo da un giro completo a su estilo musical, abandonando el happy punk por el que eran conocidos. Esto en parte debido a un suceso acontecido en la vida sentimental del vocalista.
Debido al cambio de estilo, en el cual letras deprimentes y/o emocionales se mezclan con guitarras estruendosas que identificaban mucho el sonido de Para ti con desprecio, la banda comenzó a ganar fama internacional y a hacerse cada vez más presente en canales musicales, festivales de rock y medios de comunicación. Sin embargo, la oleada más fuerte de detractores vendría unos meses después, cuando una revista mexicana expuso varios temas musicales de la banda, los cuales mostraban claros plagios de canciones de grupos anglosajones tanto musical como líricamente, formándose un movimiento de detractores llamado Anti-Panda o Anti-pandateria.
A pesar de toda la controversia suscitada y de que el plagio era evidente, meses después en ese mismo año, fueron nominados a una de las lenguas de MTV Video Music Awards Latinoamérica, en la categoría de mejor artista independiente, consiguiendo el premio. Más tarde, a principios de 2006, el grupo grabó el tema «No te deseo el mal... pero tampoco te deseo el bien» el cual fue realizado para la banda sonora de la película Un mundo maravilloso, aunque al final por motivos no aclarados, la canción no apareció en la película.

### 2006-2008:Amantes sunt amentesy compilatorios
El 2 de octubre de 2006, a un año del lanzamiento del álbum Para ti con desprecio, el grupo decidió lanzar su cuarto álbum de estudio Amantes sunt amentes que proviene del latín que significa Los Amantes son dementes, aunque en principio se tenía planeado titular Del amor y otros demonios tal y como se titula una famosa obra literaria del escritor Colombiano Gabriel García Márquez. Sin embargo ante la imposibilidad de encontrar al escritor para contar con su permiso y con la finalidad de no hacer más grande la controversia por la que se encontraba pasando el grupo en esos momentos, deciden dar marcha atrás con la idea y buscar otro nombre para el álbum. Este corto tiempo de lanzamiento entre el tercer y el cuarto álbum de estudio, se debió principalmente para hacer frente a las críticas recibidas por los supuestos plagios de los cuales fue acusado el grupo. 

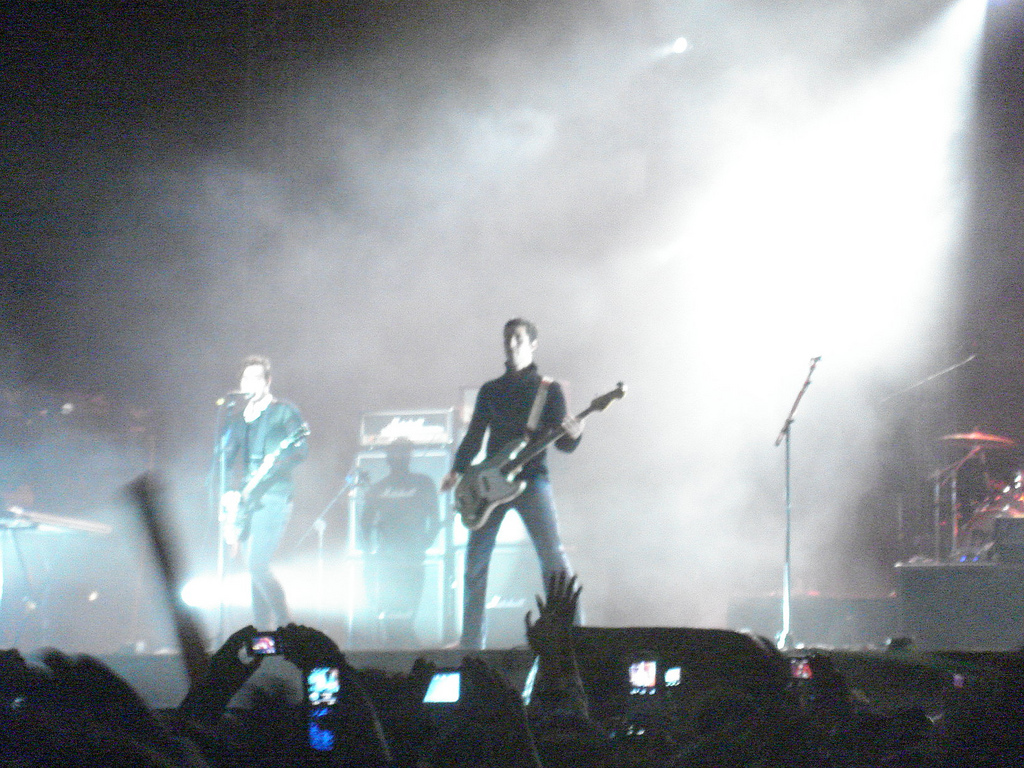
Pxndx durante una presentación con el Amantes sunt amentes tour.

El grupo presentó un rock alternativo más estético y menos ruidoso pero más oscuro que en su disco anterior, mezclado con sintetizadores y letras deprimentes. Socional fue «Narcisista por excelencia», que fue lanzado en septiembre de 2006. Con este CD, asistieron a los Premios MTV Latinoamérica 2006 el 19 de octubre de 2006 ganando 3 premios: Mejor grupo o dúo, mejor artista alternativo, y como artista revelación; tocando «Narcisista por excelencia» en vivo. Además, este disco los hizo acreedores a una nominación de los Grammy Awards por Mejor Álbum Latino de Rock o Alternativo y a dos nominaciones a los Premios Grammy Latino en las categorías de Mejor Álbum de Rock vocal Dúo o Grupo y la categoría de Mejor Canción de Rock. El 14 de febrero de 2007 debuta su segundo sencillo «Los malaventurados no lloran» en el canal de videos MTV Latinoamérica.
El 25 y 26 de noviembre de 2006 la banda grabó su primer álbum en vivo desde el Auditorio Nacional de México, el cual titularon Sinfonía Soledad. Por otra parte, en el conteo especial de la cadena MTV Latinoamérica titulado Los 100 + pedidos transmitidos en la última semana del año, su canción «Disculpa los malos pensamientos» obtuvo el primer puesto. En ese mismo año, a petición del canal infantil Nickelodeon, el grupo graba una canción titulada "Si esto fuese realidad" para la serie mexicana Skimo, junto a otros grupos del momento como Motel, los cuales compusieron el tema principal de la misma. Dicha canción al ser compuesta para un show infantil, contrasta el estilo que había venido manejando la banda en los últimos años, recordando aquellos ritmos alegres de su primer disco. Un año más tarde en Los Premios MTV Latinoamérica 2007, el grupo fue nominado a las categorías Mejor grupo o dúo, Vídeo del año por el vídeo «Los malaventurados no lloran» y a Mejor artista alternativo, ganando esta última categoría. El tercer sencillo de Amantes sunt amentes, «Procedimientos para llegar a un común acuerdo» se estrenó el 30 de julio durante el programa Los 10+ Pedidos del canal MTV.
Sinfonía soledad es lanzado al mercado el 30 de noviembre de 2007, el cual es la grabación de un concierto que ofreció la banda en el Auditorio Nacional. En dicho material se incluyen canciones como «No te deseo el mal... pero tampoco te deseo el bien» y «Nunca nadie nos podrá parar (Gracias)». El concierto contó con la participación de la llamada Sinfónica Soledad (de ahí el nombre del disco), que acompañó a la banda en casi todo su concierto, y un amigo de la banda Marcelo Treviño, el cual colaboró mucho en los coros de las canciones e interpretando el Intro, con el piano, el cual empezó el concierto. 2000-2004 y 2005-2008 salieron a la venta el día 18 de noviembre de 2008, ambos simultáneamente en gran parte de la República Mexicana. Son un recopilatorio de sus más grandes éxitos, más un DVD incluido en cada uno de los discos con sus sencillos, pero en videografía.

### 2009-2011:PoeticsyMTV Unplugged
A mediados de 2008, José Madero viajó a Maine en Estados Unidos para la composición de un nuevo álbum de estudio. A fin de innovar con respecto a los anteriores álbumes, el concepto de este disco se aleja un poco de los temas de desamor que venía manejando la banda. El álbum nos narra los factores internos que llevan a la autodestrucción del ser humano, tomando como base el apocalipsis bíblico y los siete pecados capitales. Desde su planeación, el álbum se concibió como un disco doble de al menos 20 canciones, cosa que acabó sucediendo. Cada disco se define como Acto y contiene 10 canciones. Su proceso de grabación fue distinto a los anteriores, ya que José Madero desde Estados Unidos hacía grabaciones en solitario, las cuales enviaba al resto de la banda por correo electrónico para que cada quien le añadiera su toque a las canciones.
El resultado fue un disco de sonido variado, con letras retrospectivas y misteriosas, y con tintes de ópera rock. Mientras canciones como «Martirio de otro» y «El cuello perfecto» empleaban los conocidos riffs estruendosos y los solos de guitarra que venía manejando el grupo en sus últimos dos álbumes, temas como «¡Soy un ganador!» y «Agradable locura temporal» recordaban aquel sonido punk pop de sus inicios. En contraste, temas como por ejemplo, «Popurrí para ti», «Un tipo de indulgencia» y «Espíritu pionero», denotaban el grado de experimentación que quería plasmar la banda en el disco, alejándose del sonido clásico del grupo. 
El 22 de julio de 2009, se estrenó el primer sencillo del álbum, «Solo a terceros» por EXA FM y el estreno del vídeo fue el 27 de julio en exclusiva por MTV, en el programa Los 10+ Pedidos. De igual manera el segundo sencillo «Adheridos separados» se estrenó en la cadena de vídeos MTV el 12 de diciembre del mismo año, aunque por Internet ya había aparecido un día antes. El tercer sencillo «Nuestra aflicción» fue lanzado el 31 de mayo de 2010 durante el programa Playlist de MTV. Este álbum llevó a Panda a los Premios MTV 2009, venciendo en categorías como: mejor grupo o dúo, mejor artista alternativo y mejor artista norte. En 2010, colaboran para un tributo al grupo mexicano de rock Caifanes, con el cover «La célula que explota».
A finales del año 2010, tenían planeado lanzar «Martirio de otro» como cuarto sencillo de su disco Poetics y continuar con la promoción del álbum, sin embargo una oferta por parte del canal de videos MTV Latinoamérica para grabar un concierto acústico de la línea MTV Unplugged los hace cambiar de planes y comenzar con la producción y los nuevos arreglos musicales que llevarían las canciones del disco. Es así como sale a la luz a finales de ese año, el Panda MTV Unplugged, segundo disco en vivo del grupo, que contiene el concierto tanto en CD como DVD. Dicho concierto cuenta con la colaboración de Denisse Guerrero, vocalista de Belanova en el tema «Sistema sanguíneo fallido». Previsto ser su segundo sencillo del disco, pero por problemas con la disquera de Belanova, esto no se pudo concretar, saliendo en su lugar «Los malaventurados no lloran» como sencillo promocional. El material contiene 13 canciones, de cuales dos temas son inéditos y dos más son covers. 

### 2012-2013:Bonanza
A finales de 2011, Panda confirmó la grabación de su siguiente álbum de estudio, en el cual el grupo regresaría a sus raíces y a su estilo clásico de punk pop como en los primeros dos álbumes. Más tarde se supo, que el álbum se llamaría Bonanza, que contendría 13 canciones y que a pesar de que el estilo iba a recordar aquellos sonidos más amigables que manejó el grupo en sus dos primeros álbumes, la temática de las letras seguiría por la misma línea de sus últimos discos. Éste en particular, se centraría en José Madero y sus experiencias fallidas. 
El 16 de marzo de 2012 fue lanzado el primer sencillo «Envejecido en barril de roble» mientras que el 29 de junio de 2012 se lanzó el segundo sencillo «Romance en re sostenido». En cuanto al lanzamiento de todo el disco, este se vio retrasado por problemas internos entre el grupo y su disquera en ese entonces, Movic Records, la cual venía frenando al grupo tanto en el lanzamiento del álbum como en fechas para la gira. Incluso se planteó grabar otro disco con canciones nuevas y sacarlo con el nombre Bonanza, el cual estaría libre de los derechos de autor de Movic al acabarse el contrato firmado entre el grupo y la disquera en 2012, y guardar el verdadero Bonanza para un lanzamiento posterior, según cuenta José Madero en su primer libro, Pensándolo bien, pensé mal. Finalmente, a pesar de todos los problemas entre el grupo y la disquera, el álbum pudo salir a la venta ese año. Debido a estos problemas, la disquera le dio casi nula promoción tanto al disco como a la gira que emprendiera el grupo ese año, por lo que el álbum y en general el grupo pasaron desapercibidos por esas fechas.
Finalmente, al salir el álbum a la venta, el álbum mostraba un sonido de un Panda menos producido y más crudo, pero que no se acercaba al sonido clásico que el grupo había prometido, siendo más otra cara de la banda que un Back to roots. A pesar de todo, el álbum se hizo disco de oro en pocas semanas. Poco después de que se diera a conocer el lanzamiento del disco, también se anunció la salida de Marcelo Treviño tecladista de la banda.

### 2013-2014:Sangre Fría
A un año del lanzamiento de Bonanza, el grupo anunciaba que entraría a grabar el que sería su séptimo disco de estudio. La razón principal del poco tiempo entre un disco y otro, fue la firma de su nuevo contrato discográfico, ahora con Universal Music al terminarse en 2012 el firmado con Movic Records y que estuvo vigente por casi 13 años, ya que el no tener contrato nuevo asegurado, podría congelar los proyectos de la banda por años, según expresó el vocalista José Madero en varias entrevistas. Más tarde en 2013, se anunció que el álbum llevaría por nombre Sangre fría. El primer sencillo del disco, llevó por nombre «Enfermedad en casa» y se estrenó el 1 de octubre en las estaciones de la radio. El 8 de octubre se estrenó una versión promocional del álbum a través de la campaña de promoción de Pepsi y el grupo, el cual contenía 10 canciones.

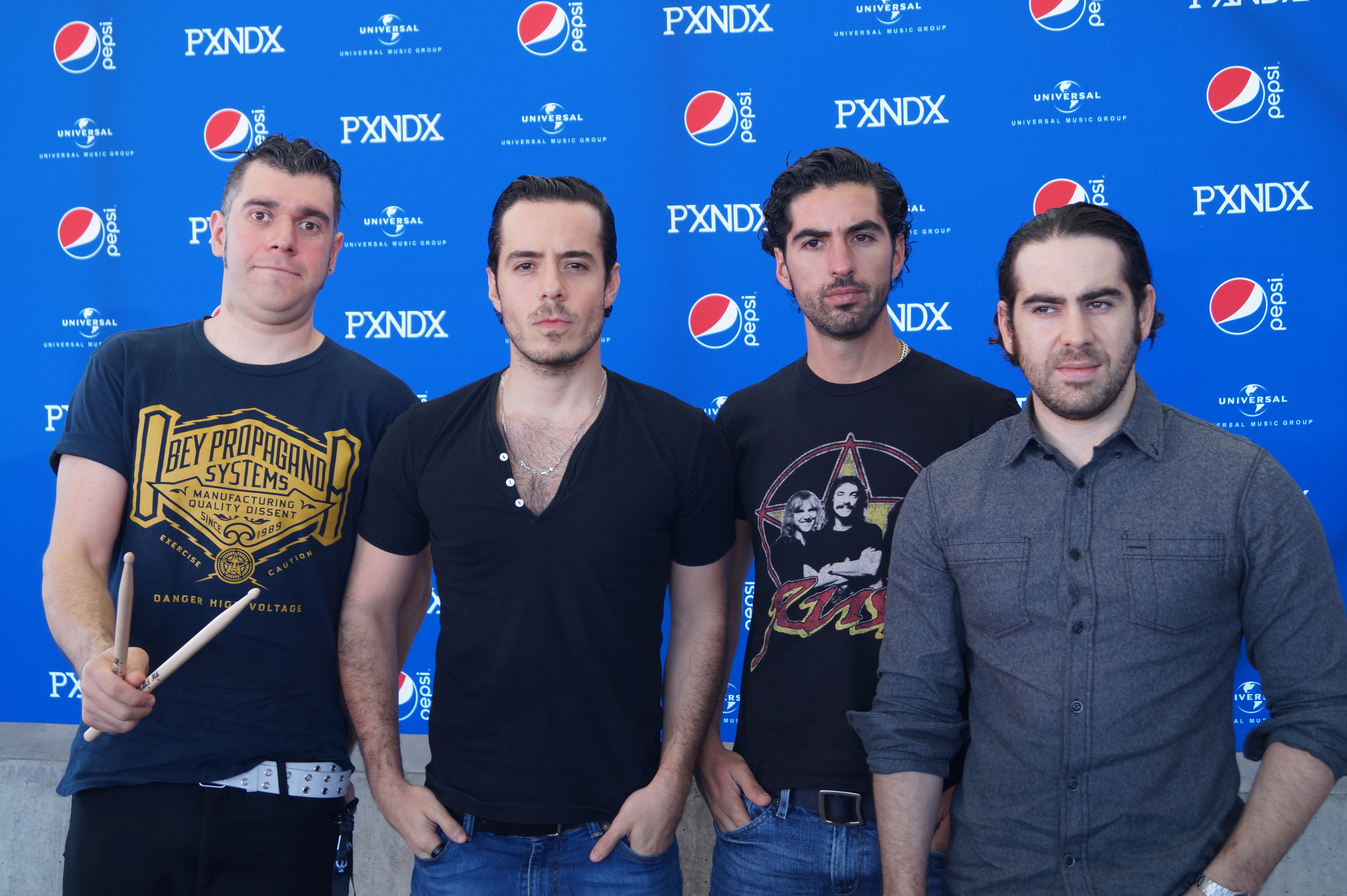
PXNDX en la presentación de su disco Sangre fría en Monterrey, México el 7 de octubre de 2013.

Ese mismo 2014 la banda es invitada para presentarse en el festival Vive Latino sin embargo debido a que la banda tenía programadas hacer 2 fechas en el auditorio nacional, la propuesta de aparecer en dicho festival tuvo que ser rechazada. (Desde el 2008 el grupo no toca en el VL y los han invitado 2 veces más, la primera no pudieron por promoción del unplugged). El disco completo fue puesto a la venta en formato físico el 13 de diciembre, formado por 14 canciones y un DVD de grabación en estudio así como partes del tour de Bonanza. El 22 de enero de 2014 se estrenó el segundo sencillo, llamado "Saludos desde Turquía" por estaciones de radio de la república mexicana. Su tercer sencillo se estrenó el 8 de agosto de 2014, llamado "Usted" en todos los medios, Internet y televisión. Su cuarto sencillo fue "Libre pastoreo"  que se estrenó el 12 de diciembre de 2014.
En cuanto al sonido del disco, se puede notar un Panda más ruidoso y más rápido que en sus dos álbumes anteriores, además de contar con un sonido variado, que recuerda todos y cada uno de sus álbumes. Ante esto, José Madero ha expresado que el disco podría considerarse una mezcla entre Bonanza y Para ti con desprecio, dando como resultado, a opinión de muchos fanes, algo muy parecido a lo que el grupo quería lograr con Bonanza y que al final no se logró del todo en éste.
Muchos fanes consideran a Sangre Fría  como un viaje por los sonidos que manejó la banda en cada álbum, logrando ese sonido característico del grupo que el mismo intentó plasmar con Bonanza, no sin meter un toque de innovación respecto a los anteriores discos. Gracias a esto y a la promoción pactada con la refresquera Pepsi, el grupo recuperó considerablemente la popularidad que había venido perdiendo en los últimos años. Curiosamente este "popurrí" de sonidos terminó siendo el último álbum de la banda antes de anunciar su descanso indefinido en 2016.
Durante más de un año la banda estuvo promocionando el disco con su gira llamada Sangre Fría Tour que terminó el 28 de marzo de 2015 en Mexicali, Baja California.

### 2015:PXNDXV Tour
La banda realizó una gira titulada PXNDXV Tour, la cual sería su cuarta gira internacional de conciertos, de celebración de XV Años de la salida de su primer álbum de estudio, que fue titulado "Arroz con leche".
Esto se dio a conocer gracias a una entrevista exclusiva con el sitio de Internet Terra Networks, en la que la banda querían celebrar la salida de su primer disco de estudio: Arroz con leche con lo que se dijo que la primera fecha tentativa sería el 30 de mayo del presente año, todo se había quedado en un "Posible evento", pero el día 9 de marzo la banda confirmó que si se realizaría el concierto el próximo 30 de mayo. La gira PXNDXV Tour duró dos años, y visitó países de América. Ese mismo año, la banda mexicana Allison le abrió el concierto el 30 de mayo en el Palacio de los Deportes.
El día jueves 10 de diciembre de 2015, la banda regiomontana, dio la última presentación del año en el Bulldog Cafe, dando así fin al mismo con una gran posada, complaciendo a sus fanáticos toda la noche con las canciones que ellos pidieran hasta la madrugada. Aparte, su último concierto en Perú, siguiendo con su gira de XV años lo dieron el 20 de febrero de 2016 en el parque de la exposición a las 8:00pm de la noche fue una noche de emoción para los fanes que agradecieron su retorno al Perú, tras la supuesta despedida el 12 de diciembre en vivo por el rock 6.

### 2016:Receso indefinido y actualidad de los miembros
Por medio de un comunicado de prensa, el 10 de diciembre de 2015 el grupo anuncia un descanso indefinido para tomarse un "par de años sabáticos", esto posterior a cinco conciertos que se ofrecieron a modo de despedida momentánea; tres en Sudamérica (Lima, Bogotá y Santiago de Chile); otro el 26 de febrero en el Parque Fundidora (Monterrey); y el último en la Arena Ciudad de México el 28 de febrero del mismo año, todos ellos bajo el nombre de '"Hasta El Final"', de los cuales los últimos dos fueron grabados para un futuro material en CD/DVD. Sin embargo, José Madero expresó que la grabación de un nuevo álbum de estudio es un hecho, una vez culminado dicho receso.
Cada uno de los integrantes anunció que tendrían proyectos por su cuenta durante el receso. El primero de éstos se dio a conocer el 29 de febrero de 2016, un día después del último concierto del grupo en la Arena Ciudad de México, cuando José Madero lanzó a través de las plataformas YouTube y Spotify la canción "Lunes 28", una primera probada de lo que sería su primer disco como solista, Carmesí, que se puso a la venta en abril del 2016. A lo largo del mismo año, el cantante publicó su segundo libro llamado Odio Odiar y siguió entregando semanalmente su podcast, además de anunciar el lanzamiento de su segundo disco para el 2017 titulado Noche. En marzo del 2018 fue lanzado exclusivamente en plataformas digitales su tercer álbum llamado Alba. En septiembre de 2019 lanzó su cuarto álbum solista titulado Psalmos. 
Por su parte, el baterista Jorge Vázquez presentó a partir de la primera mitad del año 2016 su productora Kro Films, con la cual realiza actividades de dirección y producción de vídeos musicales para distintas bandas. Para febrero del 2017, Arturo Arredondo, guitarrista de la banda, también se lanza como solista bajo el nombre de Arthur White, presentando su primer sencillo "La Verdad", desprendido de su EP titulado, Ego Pop, que salió a la venta el 17 de febrero y con el cual, dio una gira en el Circuito Indio por varios estados de la república. Por último, Ricardo Treviño, ahora Trekk, dio a conocer el 3 de abril de 2017 "Sin Antes Suplicar", la primera canción de su EP como solista El Viejo Lobo de Mar. Actualmente, Ricardo Treviño se unió a principios de 2018 a una banda llamada Nadiëscucha, originaria de Puebla, con la cual ha empezado a dar varios shows, pero; en el año 2020 salió de la banda, se desconocen los motivos.
En la actualidad, José Madero sigue muy enfocado en su proyecto solista mientras que Arturo, Ricky y Kross han decidido formar una nueva banda llamada Desierto Drive en 2019, la cual Kross dejaría un año después, según él por algunos otros proyectos que tenía en puerta, argumentando que la amistad que tiene con Arturo y Ricardo es más importante, todo esto mencionado a través de un comunicado en su cuenta de Instagram.

### 2020: XX aniversario
A través de la nueva cuenta de Instagram (@pxndx) se estuvieron subiendo videos de las previas sorpresas que se tenían para celebrar el 20 aniversario desde la salida del primer álbum de estudio. 
Al paso del tiempo, se subió diverso material a las diferentes plataformas. Se subieron Podcast donde se entrevistaban a integrantes y exintegrantes de la banda y algunas personas que estuvieron en la carrera de ésta, contando la historia de Panda desde su perspectiva. También el Youtuber Beto Pasillas entrevistó a varias personas que formaron parte de la banda contando anécdotas y parte de su trabajo en Panda. 
Participaron todos los integrantes y exintegrantes a excepción de José Madero (vocalista); en palabras de él, argumenta en entrevista con El Heraldo de México que sucedieron cosas en el descanso indefinido las cuales no estaban en él contar. Esto provocó un descontento por parte de los fanes, los cuales culparon al baterista de la banda, al hacer diferentes comentarios a través de sus redes sociales y con las redes sociales de su banda Desierto drive. José Madero, por su parte, en entrevista con el medio electrónico "sopitas", al ser cuestionado por la reunión del 20 aniversario, mencionó lo siguiente: “Una etapa de nuestras vidas que ya cerramos. Lo que está sucediendo ahorita es totalmente ajeno a mí, no estoy metido, no tengo nada que ver. Incluso tuve hasta que preguntar lo que estaba sucediendo. Si hay mucha confusión, creo que yo estoy igual de confundido”.
]

## Controversia
En 2005, la revista mexicana R&R, publicó en uno de sus artículos que las canciones de Panda, principalmente de sus primeros álbumes tenían cierta similitud con canciones de otros grupos de diferentes países la mayoría eran de Estados Unidos (principalmente en la letra donde las canciones llegan a ser prácticamente traducciones o acordes o riffs robados), tal es el caso de The Smashing Pumpkins, Sum 41, Inspection 12, Mest, From Autumn To Ashes, Goldfinger, Allister, Plain White T’s, Bright Eyes, The Ramones, Elis Paprika, My Chemical Romance, Green Day, Fall Out Boy, MxPx, Blink 182,
The Cure, Girl Repellent, NOFX, The Beatles, The Impossibles, Good Charlotte, Bee Gees, The Ataris,
Matchbook Romance,  Okkervil River, Modern Talking y The Wallflowers. En 2007, se corrió un fuerte rumor acerca de que el grupo fue demandado por Green Day por el supuesto plagio de las canciones «Dry Ice» y «At the Library» del grupo estadounidense, lo que presuntamente les obligó a pagar una multa de 944.287 dólares, sin embargo esto fue desmentido varias veces por José Madero, quien en la segunda parte de una entrevista hecha para el podcast Hábitat (programa de entrevistas gratuitas en iTunes) llegó a decir que si esto hubiera sido cierto, la banda se hubiese deshecho en ese momento.
Luego de este escándalo, a la banda se le ha mencionado este tema cada vez que son entrevistados. En la entrevista publicada en febrero del 2006, en el programa Versus de Telehit, al momento de realizarle preguntas acerca de los plagios, Kross, baterista de la banda señaló lo siguiente: «Pero no robamos, es coincidencia, no sé... Es que adrede no se hizo, no se hizo con ninguna mala intención, igual y no sé, el subconsciente te traiciona...» Al hacerse públicos los supuestos plagios que habría realizado la banda, se generó entre muchas personas un sentimiento de repudio hacia la misma, por parte de quienes afirman que esta sí plagió.
Con la salida de su cuarto disco Amantes sunt amentes y con el crecimiento de popularidad en MTV de la banda en otros países, sus integrantes no rehúyen al tema, pero prefieren ya pasar a otra página. Ricardo Treviño, bajista de la banda señaló que «Hay gente que dice: Amas u odias a Panda.
En el transcurrir de estos últimos años, Panda ha recibido en ocasiones los abucheos por parte de la audiencia cuando se presentan en diferentes festivales, tales como en la edición 2007 del Festival Rock N Exa; Panda recibió los abucheos y desaprobación por parte del público que se demostraba descontento con la aparición en escena de la banda. Desde el público asistente se lanzaron botellas, basura, entre otras cosas al escenario mientras ellos tocaban. Pepe incluso llegó a desafiar al público con frases como "Y siguen sin pegarme. ¿Qué pedo? Son como 50.000, wey." además de insultos con señas y palabras obscenas. La banda ha aceptado que este fue un error causado por la inmadurez con la que todavía contaban en sus inicios.
El Vive Latino 2008, no fue la excepción. Luego de la bien recibida presentación de Babasónicos, la banda a presentarse a continuación en ese mismo escenario verde era Panda; dos terceras partes del público que coreó a los argentinos corrió al escenario azul; nuevamente, la banda tuvo que soportar los abucheos, además de una lluvia de vasos de cartón aplastados y de botellas rellenas de tierra y agua. Sin embargo continuaron tocando hasta finalizar su parte con el grito de «Gracias a todos los que apoyaron, y por segunda vez no nos pegaron. "Somos Panda, la leyenda viviente del rock en español", gracias.».

## Miembros

### Última formación
- José Madero Vizcaíno - Voz, guitarra rítmica, teclados. (1996-2016)
- Ricardo Treviño Chapa “Ricky”- Bajo, coros, guturales ocasionales. (1996-2016)
- Jorge Vázquez Martínez "Kross" - Batería, percusión, coros. (1997-2016)
- Arturo Arredondo Treviño - Guitarra principal, coros. (2004-2016)

### Miembros anteriores
- David Castillo "Chunky" - Batería (1996-1997)
- Jorge Luis Garza "Ongi" - Guitarra principal, coros (1996-2004)

### Miembros de apoyo
- Marcelo Treviño - Teclados, Piano, sintetizadores, Coros, Arreglos (2005-2012, 2016)
- Fernando Salinas - Guitarra rítmica, coros (2005-2010)
- Rodrigo "Bucho" Montfort - Teclados, piano, sintetizadores, coros (2010, 2012-2014)

## Discografía

### Álbumes de estudio
- 2000: Arroz con leche
- 2002: La revancha del príncipe charro
- 2005: Para ti con desprecio
- 2006: Amantes Sunt Amentes
- 2009: Poetics
- 2012: Bonanza
- 2013: Sangre fría

## Giras musicales
- Sinfonía Soledad (2007-2008)
- Poetics Tour (2009-2010)
- Bonanza Tour (2012-2013)
- PXNDX: MTV Unplugged Tour (2013)
- Sangre Fría Tour (2014-2015)
- PXNDXV Tour (2015-2016)
- Pxndx Hasta El Final (2016)

## Premios
| Álbum |
| --- |
| Nuevos Tiempos Viejos Amigos - Lanzamiento: 2005 - Canciones: 1. Muñeca 2. Quisiera no pensar                            |
| Banda sonora de "Skimo" - Lanzamiento: 2006 - Canciones: 1. Si esto fuese realidad 2. Hasta el final                     |
| Banda sonora de "Un mundo maravilloso" - Lanzamiento: 2006 - Canción: No te deseo el mal pero tampoco te deseo el bien*  |
| Tributo al más grande - Lanzamiento: 2007 - Canción: Oro                                                                 |
| Para los fans - Lanzamiento: 2007 - Canción: Nunca nadie nos podrá parar (gracias)*                                      |
| Nos Vamos Juntos: Un tributo a las canciones de Caifanes y Jaguares - Lanzamiento: 2010 - Canción: La célula que explota |

| Año  | Premio                    | Categoría                                  |
| ---- | ------------------------- | ------------------------------------------ |
| 2005 | Los Premios MTV           | Mejor Artista Independiente                |
| 2006 | Los Premios MTV           | Mejor Grupo o Dúo                          |
| 2006 | Los Premios MTV           | Mejor Artista Alternativo                  |
| 2006 | Los Premios MTV           | Mejor Artista Revelación                   |
| 2007 | Los Premios MTV           | Mejor Artista Alternativo                  |
| 2009 | Los Premios MTV           | Mejor Artista Norte                        |
| 2009 | Los Premios MTV           | Mejor Artista Alternativo                  |
| 2009 | Los Premios MTV           | Mejor Grupo o Dúo                          |
| 2012 | Fanta Irresistible Awards | El artista con los fanes más irresistibles |
| 2012 | Premios MTV EMA Europe    | Mejor Artista Latinoamericano Norte        |
| 2014 | Fanes Choice Awards       | Mejor Firma de Autógrafos                  |
| 2014 | MTV Millennial Awards     | Artista del Año México                     |

### Nominaciones
| Año  | Premio                               | Categoría                                                     | Ganador                          |
| ---- | ------------------------------------ | ------------------------------------------------------------- | -------------------------------- |
| 2003 | MTV Video Music Awards Latinoamérica | Mejor Artista Independiente                                   | Hermanos Brothers                |
| 2007 | Premios Juventud                     | Mi Artista Rock                                               | Maná                             |
| 2007 | Premios MTV                          | Mejor Grupo o Dúo                                             | Maná                             |
| 2007 | Premios MTV                          | Video del Año por "Los Malaventurados no Lloran"              | "Bella Traición" (Belinda)       |
| 2007 | Grammy Latinos                       | Mejor Álbum Vocal Rock Dúo o Grupo por "Amantes Sunt Amentes" | "Kamikaze" (Los Rabanes)         |
| 2007 | Grammy Latinos                       | Mejor Canción Rock por "Narcisista por excelencia"            | "La Excepción" (Gustavo Cerati)  |
| 2008 | Grammy Awards                        | Best Latin Rock/Alternative Álbum por "Amantes sunt amentes"  | "No Hay Espacio" (Black Guayaba) |
| 2008 | Grammy Latinos                       | Mejor Álbum Vocal Rock Dúo o Grupo por "Sinfonía Soledad"     | "Eternamiente" (Molotov)         |
| 2008 | Premios MTV                          | Artista Fashionista Masculino - José Madero                   | Joe Jonas                        |
| 2009 | Premios MTV                          | Mejor Artista Fashionista (Hombres) - José Madero             | Nick Jonas                       |
| 2010 | Kids Choice Awards México            | Solista o Grupo Favorito                                      | Anahí                            |
| 2010 | Kids Choice Awards México            | Look Favorito - José Madero                                   | Anahí                            |
| 2010 | Lunas del Auditorio                  | Rock en Español                                               | Enrique Bunbury                  |
| 2011 | Lunas del Auditorio                  | Rock en Español                                               | Zoé                              |
| 2011 | Premios MTV EMA Europe               | Mejor Artista Latinoamericano                                 | Restart                          |
| 2012 | Premios MTV EMA Europe               | Mejor Artista Latinoamericano                                 | Restart                          |
| 2012 | Premios Telehit                      | Mejor Álbum Nacional por "Bonanza"                            | "Sueño de la Máquina" (Kinky)    |
| 2012 | Premios Juventud                     | Mi Artista Rock                                               | Maná                             |
| 2012 | Fanta Irresistible Awards            | El artista más Irresistible                                   | Demi Lovato                      |
| 2014 | Shorty Awards                        | Mejor Banda de Internet.                                      | Big Time Rush                    |
| 2014 | Premios MTV EMA Europe               | Mejor Artista Latinoamericano Norte                           | Dulce María                      |
| 2015 | MTV Millennial Awards                | Hit del año por "Usted"                                       | "Me Equivoqué" (CD9)             |

## Redes sociales oficiales
- Canal oficial en YouTube
- Cuenta oficial en Instagram

- Página oficial de Facebook
- Cuenta oficial de X